# Vierge Altman
La Vierge Altman ou Sainte Famille avec sainte Marie Madeleine est une peinture a tempera et or sur toile, réalisée par Andrea Mantegnaet mesurant 57,2 × 45,7 cm et datant de 1495-1505. Elle est conservée au Metropolitan Museum of Art de New York. 

## Description
Son utilisation de la toile et ses similitudes stylistiques avec des œuvres telles que la Vierge Trivulzio la datent de la dernière période du peintre. La haie de fruits en arrière-plan rappelle la Vierge Trivulzio ainsi que la Vierge de la Victoire. Il s'agit peut-être de l'œuvre vue dans l'Ospedale degli Incurabili à Venise par Marco Boschini et décrite comme similaire à la Sainte Famille avec une sainte femme (Museo di Castelvecchio, Vérone). 

## Destinations
Le tableau a été vendu en 1902 par Agosto d'Aiuti, un comte napolitain, à un antiquaire anglais à Londres  . Après avoir connu divers propriétaires, il a été acquis en 1912 par le collectionneur américain Benjamin Altman, qui l'a légué au Metropolitan Museum en 1913 . 